# Вильчис, Родольфо
Родольфо Вильчис Крус (исп. Rodolfo Vilchis Cruz; 15 сентября 1989 года, Ситакуаро) — мексиканский футболист, играющий на позиции полузащитника.

## Клубная карьера
Родольфо Вильчис начинал свою карьеру футболиста в мексиканском клубе «Потрос Ситакуаро». 10 мая 2009 года он дебютировал в мексиканской Примере, выйдя на замену в гостевом матче клуба «Монаркас Морелия» с командой «УАНЛ Тигрес». Затем Вильчис на правах аренды выступал за клубы Ассенсо МХ и низших лиг. В первой половине 2014 года он вновь играл в Примере, будучи в аренде в «Керетаро». 11 января 2014 года Вильчис забил свой первый гол на высшем уровне, ставший единственным и победным в домашнем поединке против клуба «УНАМ Пумас». В середине 2014 года он перешёл в «Атлас», но с начала 2016 года вновь выступал за «Монаркас Морелию», но уже на правах аренды.